# Émile Guillemin
 Émile Coriolan Hippolyte Guillemin, född 16 oktober 1841 i Paris, död 1907 i Paris, var en fransk skulptör. 
Guillemin debuterade på Parissalongen 1870.

## Berömda verk
- Hans hästskulptur Den arabiska hästen (franska: Le cheval arabe), som är utställd på Louvren i Paris, är signerad både av honom och av Alfred Barye.